# Pedro Cáceres Velásquez
Pedro Reynaldo Cáceres Velásquez (Juliaca, 29 de junio de 1940-Juliaca, 14 de julio de 2002) fue un empresario, periodista y político peruano. Fue congresista constituyente en 1992, diputado por Puno durante 3 periodos y miembro de la Asamblea Constituyente de 1978 como miembro del Frente Nacional de Trabajadores y Campesinos.

## Biografía
Nació en la ciudad de Juliaca, ubicado en la provincia de San Román del departamento de Puno, el 29 de junio de 1940. Fue hijo de Enrique Cáceres Gonzáles y de Juana Velásquez García, siendo también hermano de Roger Cáceres Velásquez, Néstor Cáceres Velásquez, Luis Cáceres Velásquez, Livia Cáceres Velásquez, Gustavo Cáceres Velásquez, Jesús Cáceres Velásquez, Ancelmo Cáceres Velásquez, Mario Cáceres Velásquez y Juan Cáceres Velásquez.
Realizó sus estudios primarios en el Colegio Parroquial Franciscano San Román de su ciudad natal y los secundarios en el Colegio San Francisco de Asís de Arequipa. Luego ingresó a la Escuela de Periodismo de la Pontificia Universidad Católica del Perú e hizo estudios de Ciencias de la Comunicación, laborando posteriormente como periodista y como empresario.

## Trayectoria política
Fue cofundador del Frente Nacional de Trabajadores y Campesinos (FRENATRACA), juntos con sus hermanos Roger Cáceres Velásquez, Néstor Cáceres Velásquez y Luis Cáceres Velásquez, en el año 1968. 
En las elecciones del año 1978, postuló a la Asamblea Constituyente por la lista del FRENATRACA encabezada por su hermano, Roger Cáceres Velásquez. Fue elegido y se mantuvo hasta el 28 de julio de 1980. Postuló nuevamente ese mismo año como diputado por Puno y fue elegido para el periodo 1980-1985.
Fue reelegido en las elecciones de 1985 por la Izquierda Nacionalista con 17,134 votos y en las elecciones de 1990 con 10,059 votos. Sin embargo, su cargo fue disuelto el 5 de abril de 1992 tras el autogolpe de estado decretado por el presidente Alberto Fujimori.
Luego del golpe de Estado, el gobierno convocó ese mismo año a elecciones parlamentarias para la creación de una nueva constitución política. Cáceres postuló por el FRENATRACA y resultó elegido para el lapso 1993-1995.
Durante su gestión en el Congreso Constituyente Democrático, fue miembro de la Comisión de Descentralización y colaboró con los congresistas de la oposición en las investigaciones de la masacre militar ocurrida en la Universidad Nacional de Educación Enrique Guzmán y Valle “La Cantuta”. Culminando su gestión, intentó nuevamente ser congresista, sin embargo, no resultó elegido.
En las elecciones municipales de 1996, fue elegido como alcalde de la provincia de San Román con el 29.135% de los votos, para el periodo municipal 1996-1998. Intentó sin éxito su reelección al cargo en 1998.

## Fallecimiento
El 17 de julio del 2002, Pedro Cáceres Velásquez falleció a los 62 años en la ciudad de Juliaca.